# 甘南小檗
甘南小檗（学名：Berberis integripetala），为小檗科小檗属下的一个植物种。